# 怪獣トットト
怪獣トットト/じりじり夏活委員会 feat. しまじろう（かいじゅうトットト/じりじりなつかついいんかい フィーチャリング しまじろう）は、日本の女性アイドルグループ、チームしゃちほこの完全生産限定シングル。2015年9月16日にワーナーミュージック・ジャパンから発売された。

## 概要
「怪獣トットト」は、2015年8月から9月まで、NHKの音楽番組『みんなのうた』で放送された楽曲。小学生の男の子が母親から「とっとと○○しなさい！」と言われる不満を叫ぶ歌である。この母親を「怪獣トットト」と例えている。アニメーションは当番組で3度目となるAC部が担当した。2016年4月に初めて再放送された。
「じりじり夏活委員会 feat. しまじろう」は、テレビ東京系列『しまじろうのわお!』の歌のコーナーで放送された楽曲で、「夏」をテーマにしている。

## 収録曲
1. 怪獣トットト
作詞：浅井みなみ、作曲：江並哲志
2. じりじり夏活委員会 feat. しまじろう
作詞：朝日恵里、作曲：浅野尚志